# قصعين تشيني
قصعين تشيني (الاسم العلمي:Salvia chinensis) هو نوع من النباتات يتبع جنس القصعين من الفصيلة الشفوية.